# Ribnaia
Ribnaia, nekadašnje eskimsko selo s desne obale donjeg toka rijeke Yukon na Aljaski, nešto nizvodnije od današnjeg gradića Russian Mission. Populacija mu je 1880. iznosila 40, a danas je pusto. Swanton ga ima na popisu sela plemena Ikogmiut, Hodge kaže da je pripadalo plememu Chnagmiut.
Ostale varijante ovog imena za njega su Ruibnaia (Petroff, 1881), Rybnaia (Petroff, 1884). 

## Vanjske poveznice
- Ribnaia[neaktivna poveznica]